# Kreditinstitut
Kreditinstitut är en juridisk term för banker och andra kreditmarknadsföretag som har rätt att bedriva betalningsförmedling eller ta inlåning från allmänheten.

## Sverige
I Sverige regleras kreditinstituten i lagen om bank- och finansieringsrörelse. Ansvarig tillsynsmyndighet för kreditinstituten är Finansinspektionen.